# 唐古爾豪爾
唐古爾豪爾是位于孟加拉国蘇納姆甘傑縣達拉姆帕沙烏帕齊拉和塔希爾布爾烏帕齊拉的一个湿地生态系统。 唐古爾豪爾面积约100平方（39平方英里），境內共有46个村庄，其中湿地面積為2,802.36 ha 2。考虑到該地區可能會被過度開發，孟加拉国於1999年宣布當地为生态临界区。 